# Autopsy
Autopsy er et dødsmetal-band, som blev dannet i 1987, i USA efter Chris Reifert forlod Death. I 1995 gik bandet i opløsning, men genopstod i 2009.

## Medlemmer
- Chris Reifert – Vokal, trommer (1987–1995)
- Danny Coralles – Guitar (1987–1995)
- Eric Cutler – Guitar (1987–1995)
- Eric Eigard – Bas (1987)
- Ken "The Knob End" Sovari – Bas (1988–1990)
- Steve Cutler – Bas (1991)
- Josh Barohn – Bas (1992)
- Freeway Migliore – Bas (1995)

### Midlertidige musikere
- Steve DiGiorgio – Bas (Severed Survival og Fiend for Blood)

## Diskografi

### Demoer
- 1987 – 1987 Demo
- 1988 – Critical Madness

### Studiealbums
- 1989 – Severed Survival (Peaceville Records)
- 1991 – Mental Funeral (Peaceville Records)
- 1992 – Acts of the Unspeakable (Peaceville Records)
- 1995 – Shitfun (Peaceville Records)

### Ep'er
- 1990 – Retribution for the Dead (Peaceville Records)
- 1991 – Fiend for Blood (Peaceville Records)

### Opsamlings og livealbums
- 2000 – Ridden with Disease (Necroharmonic Productions)
- 2001 – Torn from the Grave (Peaceville Records)
- 2004 – Dead as Fuck (Necroharmonic Productions)